# Daniela Dessì
 Daniela Dessì (Génova, Liguria, 14 de mayo de 1957 – Brescia, Lombardía, 20 de agosto de 2016) fue una soprano italiana.

## Biografía
Daniela Dessì completó sus estudios de canto y piano en el Conservatorio Arrigo Boito de Parma y continuó su especialización en "canto da concerto" en la Accademia Chigiana de Siena. El 7 de diciembre de 1978 debutó en el Teatro dell'Opera Giocosa de Savona con La serva padrona de Pergolesi, y en 1980 se clasificó entre los finalistas en el Concurso Internacional Maria Callas de la RAI, constituyendo desde entonces un repertorio que abarca unos setenta títulos, que van desde Monteverdi hasta Prokófiev, pasando por el repertorio barroco y las heroínas mozartianas y verdianas.
Participó en numerosas producciones en el Teatro de La Scala de Milán con Riccardo Muti (Don Carlo, Falstaff y Requiem de Verdi, Così fan tutte y Le nozze di Figaro de Mozart) y en otras de dicho teatro (Adriana Lecouvreur, Madama Butterfly, Tosca, Otello). En la Staatsoper de Viena con Claudio Abbado en la dirección orquestal, cantó Simón Boccanegra, Don Carlo, Tosca y Aida. El Metropolitan Opera House, con James Levine en el podio, contó con ella en las producciones de I Pagliacci, La Bohème y Andrea Chénier. 
La Ópera de Berlín y la de Dresde con Giuseppe Sinopoli, la tuvo en su magistral interpretación de Aida y el Requiem de Verdi. En Bolonia con Daniele Gatti fueron Tosca, Aida, Falstaff y Don Carlos. En la Bayerische Staatsoper bajo la batuta de Zubin Mehta participó en las producciones de Falstaff, Requiem, Tosca y Don Giovanni. Nuevamente con Muti apareció en la Ópera de Filadelfia con I Pagliacci. Para la Opera di Roma con Gianluigi Gelmetti cantó Iris y El Tríptico, interpretando por primera vez en Italia los tres roles protagónicos. En el Festival Rossini de Pesaro, otra vez con Gianluigi Gelmetti, interpretó Il Signor Bruschino y Guglielmo Tell. En la Arena di Verona con Georges Prêtre y Zubin Mehta el Requiem de Verdi y en otras producciones entre las que se cuentan Otello, Aida, Tosca y Madama Butterfly. En Zúrich con Bruno Bartoletti, La cena delle beffe, Luisa Miller e I Pagliacci y con Nikolaus Harnoncourt, Aida. Se presentó en Tokio con James Levine en I Pagliacci, y con Gustav Kuhn en La Bohème.
Su interpretación de Madama Butterfly en 2001 fue la primera ejecución occidental en Nagasaki y luego en Tokio y Kōbe en la gira realizada en colaboración con el “Festival Puccini” de Torre del Lago.
Entre los trabajos más recientes Manon Lescaut en la Deutsche Oper de Berlín, Tosca y Don Carlo en la Staatsoper de Viena; Tosca dirigida por Lorin Maazel, Adriana Lecouvreur en la Scala de Milán, Il Trovatore con la Opera de Bolonia en Tokio y Otzu; Madama Butterfly en la Arena di Verona y la gira japonesa con la Ópera de Roma. 
En las últimas temporadas regresó al Liceu de Barcelona con Manon Lescaut bajo la dirección escénica de Liliana Cavani y con Renato Palumbo en el podio. Debutó en La forza del destino en el Forum Grimaldi de Montecarlo, en La fanciulla del West en el Teatro de la Ópera de Roma y en Norma en el Teatro Comunale de Bolonia. En Florencia, en el teatro Comunale de Florencia del Maggio Musicale Fiorentino cantó Tosca y fue exigida por el público a hacer un bis en Vissi d'arte, lo cual no se hacía desde hacía 52 años. En 2009 cantó Tosca en Mahón (Menorca), Adriana Lecouvreur en Palermo, Fanciulla del West en Sevilla, Manon Lescaut en Varsovia, Madama Butterfly en Hannover y Aida en Verona y Cagliari. 
En la temporada 2009-2010 cantó en Zúrich (Ernani), en el George Enescu Festival de Bucarest (Manon Lescaut), en Belgrado (Madama Butterfly), en Viena (Tosca), en Montecarlo (Turandot), en el Teatro Real de Madrid (Andrea Chénier), en el Teatro de La Maestranza de Sevilla (Turandot), en el Metropolitan de Nueva York (Tosca) y en el Festival Puccini de Torre del Lago con Fanciulla del West.
En 2011 debutó como Gioconda en el Teatro Massimo de Palermo, y en 2012 como Turandot en el Teatro Carlo Felice de Génova.
En 1986 se casó con el actor de teatro Umberto Ceriani, matrimonio que acabó en divorcio. Desde 2000 estuvo vinculada al tenor Fabio Armiliato, con quien actuó frecuentemente en el escenario, y fue este último quien anunció su muerte prematura en 2016 tras una enfermedad "breve, terrible e incomprensible".

## Premios
- Premio Flaviano Labó (2010)
- Premio Operaclick (2009)
- Premio Città di Varese (2009)
- Premio Myrta Gabardi (2009)
- Pentagramma d'Oro Comune di Marnate (2009)
- Premio Abbiati (2008)
- Regina della Lirica dalla Associazione Tiberini a San Lorenzo in Campo (2007)
- Premio Le Muse dell’Accademia delle Muse di Firenze (2007)
- Premio Zenatello Arena di Verona
- Premio Giordano del Comune di Baveno
- Premio Giacomo Puccini di Torre del Lago
- Premio Cilea di Reggio Calabria
- Gigli d’Oro del Comune di Recanati
- Premio Liguria del Comune di Genova
- Premio E. Mazzoleni di Palermo
- Mascagni d’Oro di Bagnara di Romagna
- Premio Giuditta Pasta, Saronno

## Repertorio
- Giuseppe Verdi
  - Ernani (Elvira)
  - Rigoletto (Gilda)
  - Il trovatore (Leonora)
  - La traviata (Violetta)
  - I vespri siciliani (Elena)
  - Simón Boccanegra (Amelia)
  - Un ballo in maschera (Amelia)
  - La forza del destino (Leonora)
  - Don Carlo (Elisabetta)
  - Aida (Aida)
  - Otello (Desdemona)
  - Falstaff (Alice)

- Giacomo Puccini
  - Manon Lescaut (Manon)
  - La Bohème (Mimì)
  - Tosca (Tosca)
  - Madama Butterfly (Cio-Cio-San)
  - La fanciulla del West (Minnie)
  - Il tabarro (Giorgetta)
  - Suor Angelica (Angelica)
  - Gianni Schicchi (Lauretta)
  - Turandot (Liù y Turandot)

- Vincenzo Bellini
  - Norma (Norma)

- Gaetano Donizetti
  - Maria Stuarda (Maria)
  - Lucrezia Borgia (Lucrezia)
  - Alina, Regina di Golconda (Alina)
  - Le convenienze ed inconvenienze teatrali (Corilla)

- Gioacchino Rossini
  - Ciro in Babilonia (Amira)
  - Elisabetta, Regina d'Inghilterra (Matilde)
  - Guillermo Tell (Matilde)

- Pietro Mascagni
  - Iris (Iris)

- Umberto Giordano
  - Andrea Chénier (Maddalena)
  - Fedora (Fedora)

- Francesco Cilea
  - Adriana Lecouvreur (Adriana)

- Ruggero Leoncavallo
  - I Pagliacci (Nedda)

- Claudio Monteverdi
  - L'incoronazione di Poppea (Poppea)

- Arrigo Boito
  - Mefistofele (Margherita)

- Giovanni Battista Pergolesi
  - Adriano in Siria (Sabina)
  - Flaminio (Flaminio)

- Domenico Cimarosa
  - Gli Orazi e i Curiazi (Curiazio)
  - Le astuzie femminili (Bellina)

- Riccardo Zandonai
  - Francesca da Rimini (Francesca)

- Amilcare Ponchielli
  - La Gioconda (Gioconda)

## Discografía
- Giuseppe Verdi, La traviata. Orchestra del Teatro Regio di Parma, director John Neschling. SoloVoce
- Puccini Arias. Orchestra dell'Arena di Verona, director Marco Boemi. Decca
- Daniela Dessì sings Verdi. Orchestra della Fondazione Toscanini, director Steven Mercurio. Decca
- Umberto Giordano, Andrea Chénier. Armiliato, Guelfi, Rinaldi; Orchestra Sinfonica Verdi Milano, director: Vjekoslav Sutej. Universal
- Love Duets. Director: Marco Boemi. Philips
- Giacomo Puccini, Madama Butterfly. Armiliato, Pons, director: Plácido Domingo. Dynamic
- Giacomo Puccini, Tosca. Armiliato, Raimondi. Opus Arte (BBC)
- Giuseppe Verdi, Aida. Armiliato, Fiorillo. Opus Arte (BBC)
- Giacomo Puccini, Manon Lescaut. Armiliato, Vanaud, Mercurio. Real Sound
- Enrico Toselli, Le Romanze Ritrovate. Armiliato, piano: Leonardo Previero. Real Sound
- Francesco Cilea, Adriana Lecouvreur. Borodina, Larin, Guelfi; Rizzi-Brignoli. TDK